# Watanabe Yōji
Watanabe Yōji (jap. 渡邊 洋治; * 8. April 1923 in Joetsu; † 1983) war ein japanischer Architekt, dessen Bauten sich dem Metabolismus zuordnen lassen.

## Leben

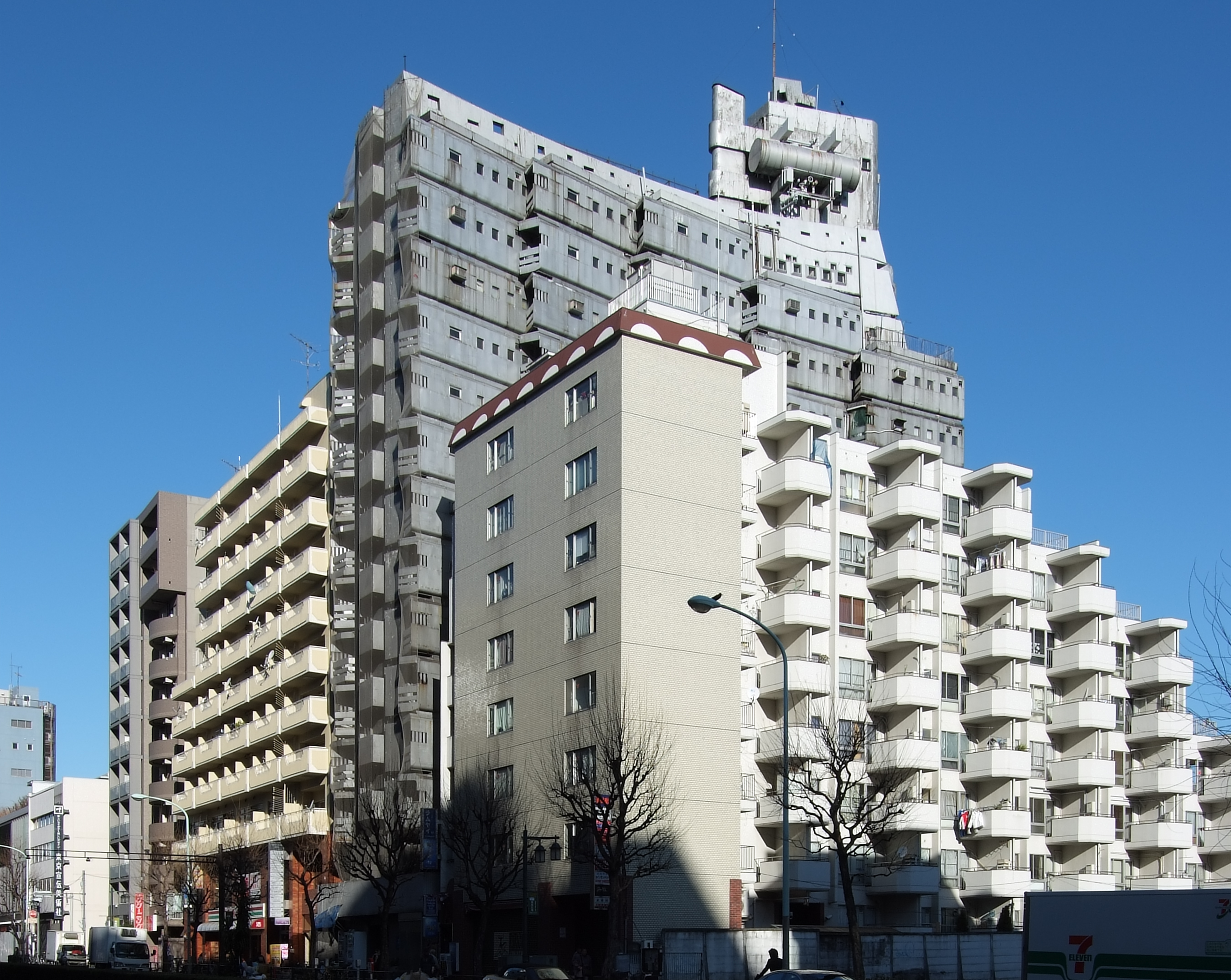
New Sky Building No. 3

Watanabe wurde 1923 in Joetsu geboren und studierte bis 1941 am Takada College of Technology. Es folgte eine Arbeitszeit beim Stahlkonzern Nihon, bis er 1947 beim Architekturbüro Kume und Partner anheuerte. Bis 1959 studierte er ein zweites Mal an der Waseda-Universität im Yoshisaka-Studio in Tokio, um darauf anschließend sein eigenes Architekturbüro zu gründen. Nach dem Zusammenbruch des CIAM griff er die Ideen des Metabolismus auf und legte Wert auf große Dichte, Präfabrikation von Einzelelementen und die Möglichkeit, seine Entwürfe beliebig erweitern zu können. So entstanden Entwürfe wie 'Habitat 70', eine Antwort auf das im suburbanen Gebiet gelegene 'Habitat 67' von Mosche Safdie, welches er verdichtet und in urbanen Kontext setzt. Sein bekanntestes Gebäude ist vermutlich das 'New Sky Building No.3' (1970, Tokio), welches zu einem hohen Anteil aus Stahl gebaut ist und das einzige noch erhaltene Gebäude seiner Sky Buildings ist. Das einem Schlachtschiff gleichende Wohn- und Bürogebäude im Bezirk Shinjuku hat ebenso einen hohen Anteil von vorgefertigten Elementen und erinnert an die Kapselarchitektur von Kisho Kurokawa, erreicht aber dessen Flexibilität nicht.

## Bauten
- Zendo-Tempel (1961) Itoigawa
- Haus Nishida (1968) Tokio
- New Sky Building No.3 (1970) Tokio